# Anomala semipurpurea
Anomala semipurpurea är en skalbaggsart som beskrevs av Hermann Burmeister 1855. Anomala semipurpurea ingår i släktet Anomala och familjen Rutelidae. Inga underarter finns listade i Catalogue of Life.